# 呂春錫
呂 春錫（リョ・チュンソク、朝鮮語: 려춘석、1931年7月10日 - 2018年8月26日）は、朝鮮民主主義人民共和国の軍人、政治家。金日成軍事総合大学総長、朝鮮労働党中央委員会委員、人民武力部副部長などを歴任。朝鮮人民軍における軍事称号（階級）は大将。金正日総書記から「作戦通」と評価され、信頼が厚かった。

## 経歴
1931年に日本統治下の平安北道定州市で生まれた。1948年に中国人民解放軍に入隊し、1950年に朝鮮人民軍に編入された。その後金日成軍事総合大学を卒業。1975年に少将に昇進し、第5軍団参謀長に就任した。1980年11月に朝鮮労働党中央委員会委員候補に選出され、1982年2月に最高人民会議第7期代議員に選出された。1984年に中将に昇進し、第4軍団長に就任した。1992年に上将に昇進し、1994年に第7軍団長、1997年に人民武力部副部長に就任した。1998年に人民武力省に改編されたことに伴い、人民武力副相となる。2000年に人民武力部に戻されたことに伴い、人民武力部副部長となった。2002年に大将に昇進した。2003年10月28日に訪朝した、ハルトムート・コシュクドイツ連邦議員と会談した。2008年に金日成軍事総合大学総長に就任していたことが確認され、2010年9月28日に開催された朝鮮労働党第3回党代表者会で、朝鮮労働党中央委員会委員に選出された。最後の職位は党中央委員会副部長であった。
2024年9月21日に訃報が発表されたが、愛国烈士陵の墓石の画像によると2018年8月26日に亡くなった。

## 参考サイト
북한정보포털
| 先代池基善 | 金日成軍事総合大学総長2008年 - 2013年 | 次代金正覚 |